# NGC 673
NGC 673 (również PGC 6624 lub UGC 1259) – galaktyka spiralna (Sc), znajdująca się w gwiazdozbiorze Barana. Odkrył ją William Herschel 4 września 1786 roku.
Do tej pory w galaktyce zaobserwowano dwie supernowe – SN 1996bo i SN 2001fa.